# میخائیل گورویچ
میخائیل یوسفویچ گورویچ (به روسی: Михаил Иосифович Гуревич) (زادهٔ ۱۲ ژانویه ۱۸۹۳ - درگذشتهٔ ۲۵ نوامبر ۱۹۷۶) مهندس روسی، یکی از طراحان نامدار هواپیما در شوروی، همکار آرتیوم میکویان و از بنیانگذاران شرکت هوافضایی میگ بود.

## زندگی‌نامه
میخائیل گورویچ در ۱۲ ژانویه ۱۸۹۳ (۲۳ دی ۱۲۷۱) در شهر روبانشچینا در استان کورسک کشور روسیه چشم به جهان گشود. در سال ۱۹۱۰ دوره دبیرستان را با نمره ممتاز و مدال نقره در شهر آختیرکا در استان خارکف به پایان برد، و برای ادامه تحصیلات وارد دانشکده ریاضی دانشگاه خارکف شد. به علت مشارکت در فعالیت‌های سیاسی و انقلابی دانشجویی، از دانشگاه خارکف اخراج شد و تحصیلات دانشگاهی خود را در دانشگاه مونپلیه در فرانسه ادامه داد. وی سپس مدرکی در مهندسی هوانوردی از مدرسه ملی عالی هوافضا در شهر تولوز دریافت کرد. آغاز جنگ جهانی اول با سفر وی به روسیه در سال ۱۹۱۴ مصادف و باعث توقف ادامه تحصیلات عالی میخائیل گورویچ شد. در نهایت در سال ۱۹۲۵ تخصص خود را در رشته هوانوردی از دانشکده هوانوردی دانشگاه خارکف دریافت کرد و در یک شرکت دولتی مشغول به کار شد.
در سال ۱۹۲۹ به مسکو نقل مکان کرد تا فعالیت حرفه‌ای خود را در رشته هوانوردی ادامه دهد. در سال ۱۹۳۷ در دفتر طراحی پلیارکوف به طراحی و ساخت هواپیماهای گلایدر پرداخت و پس از مدتی به عنوان مهندس ارشد به کار طراحی هواپیما گمارده شد. در سال ۱۹۳۹ به همراه آرتیوم میکویان دفتر طراحی میگ را بنیان گذارد. میکویان و گورویچ اولین هواپیمای خود میگ-۱ را طراحی و تولید کردند. گورویچ در طراحی و تولید انبوه هواپیمای میگ-۳ نقش کلیدی بازی کرد. این هواپیما به‌طور گسترده در جنگ جهانی دوم استفاده شد.
پس از جنگ جهانی دوم، گورویچ به طراحی هواپیماهای جدیدتر و سریعتر برای نیروی هوایی شوروی ادامه داد. هواپیماهای جنگی ساخت شرکت میگ به‌طور گسترده در نیروی هوایی کشورهای گوناگون جهان مورد استفاده قرار گرفته و می‌گیرند.
میخائیل گورویچ در ۲۵ نوامبر ۱۹۷۶ (۴ آذر ۱۳۵۵) در شهر سن پترزبورگ درگذشت.